# Chuppomyces handelii
Chuppomyces handelii (Bubák) U. Braun, C. Nakash., Videira & Crous – gatunek grzybów z klasy Dothideomycetes. Grzyb mikroskopijny u różaneczników (Rhododendron) powodujący plamistość liści różanecznika.

## Systematyka i nazewnictwo
Pozycja w klasyfikacji według Index Fungorum: Chuppomyces, Mycosphaerellaceae, Capnodiales, Dothideomycetidae, Dothideomycetes, Pezizomycotina, Ascomycota, Fungi.
Po raz pierwszy zdiagnozował go w 1909 r. F. Bubák nadając mu nazwę Cercospora handelii. Obecną, uznaną przez Index Fungorum nazwę nadali mu U. Braun, C. Nakash., Videira & Crous  w 2017 r.
Synonimy:
- Cercoseptoria handelii (Bubák) Deighton 1976
- Cercospora handelii Bubák, in Handel-Mazzetti 1909
- Pseudocercospora handelii (Bubák) Deighton 1987
- Mycosphaerella handelii Crous & U. Braun 2003

## Charakterystyka
Objawy porażenia
Na obydwu stronach liści powstają okrągłe lub nieregularne plamy o średnicy 1,5-8,0 mm. Czasami sąsiednie plamy zlewają się z sobą. Na górnej powierzchni mają białoszary środek, na obwodzie są blado brązowe do brązowych, brunatne, ciemnobrązowe do czarnawych, czasami fioletowe, czerwonawo-brązowe, fioletowobrązowe. Dolna powierzchnia żółtobrązowa do brązowej.
Budowa mikroskopowa
Strzępki hialinowe do jasnobrązowych, gładkie do szorstkich, o jednolitej szerokości 2,5–3 μm. Konidiofory makronatyczne, jasnobrązowe lub brązowe, szorstkie, proste lub sinusoidalne, o rozmiarach 30–80 × 3–6 μm. Komórki konidiotwórcze zintegrowane, końcowe lub interkalarne, proliferujące sympodialnie, poliblastyczne, o wierzchołkach krótko-stożkowo ściętych. Miejsca wytwarzania zarodników o rozmiarach 2–2,5 μm, podobne do obręczy, pogrubione i zaciemnione, umieszczone na wierzchołku i ramionach konidioforów. Konidia pojedyncze, szkliste, gładkie, proste, cylindryczne do maczugowatych, o wierzchołkach zaokrąglonych. Mają rozmiar 25–125 × 3–5 μm, 1–5–przegród, zawartość zagęszczoną i zaciemnioną.

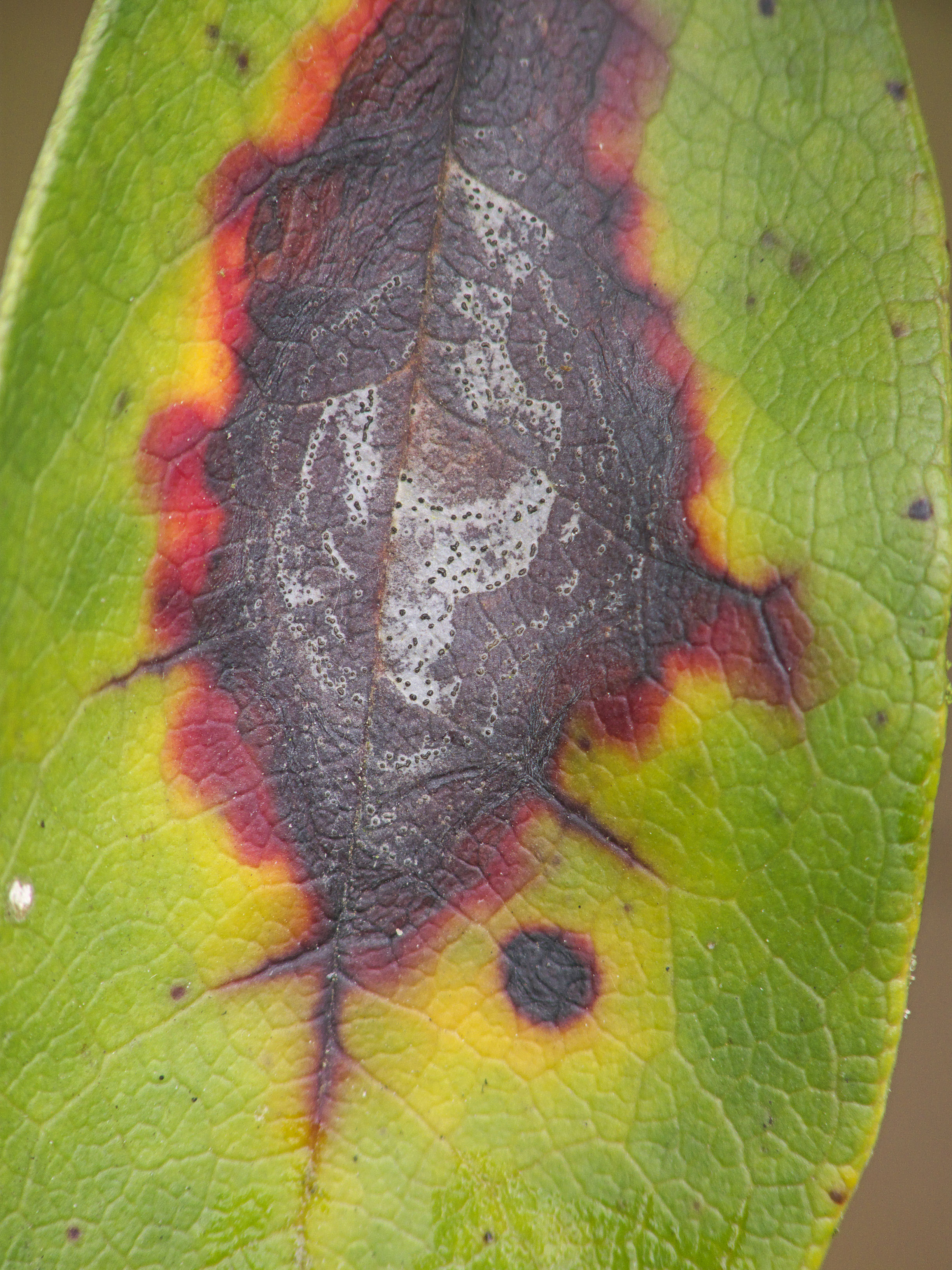
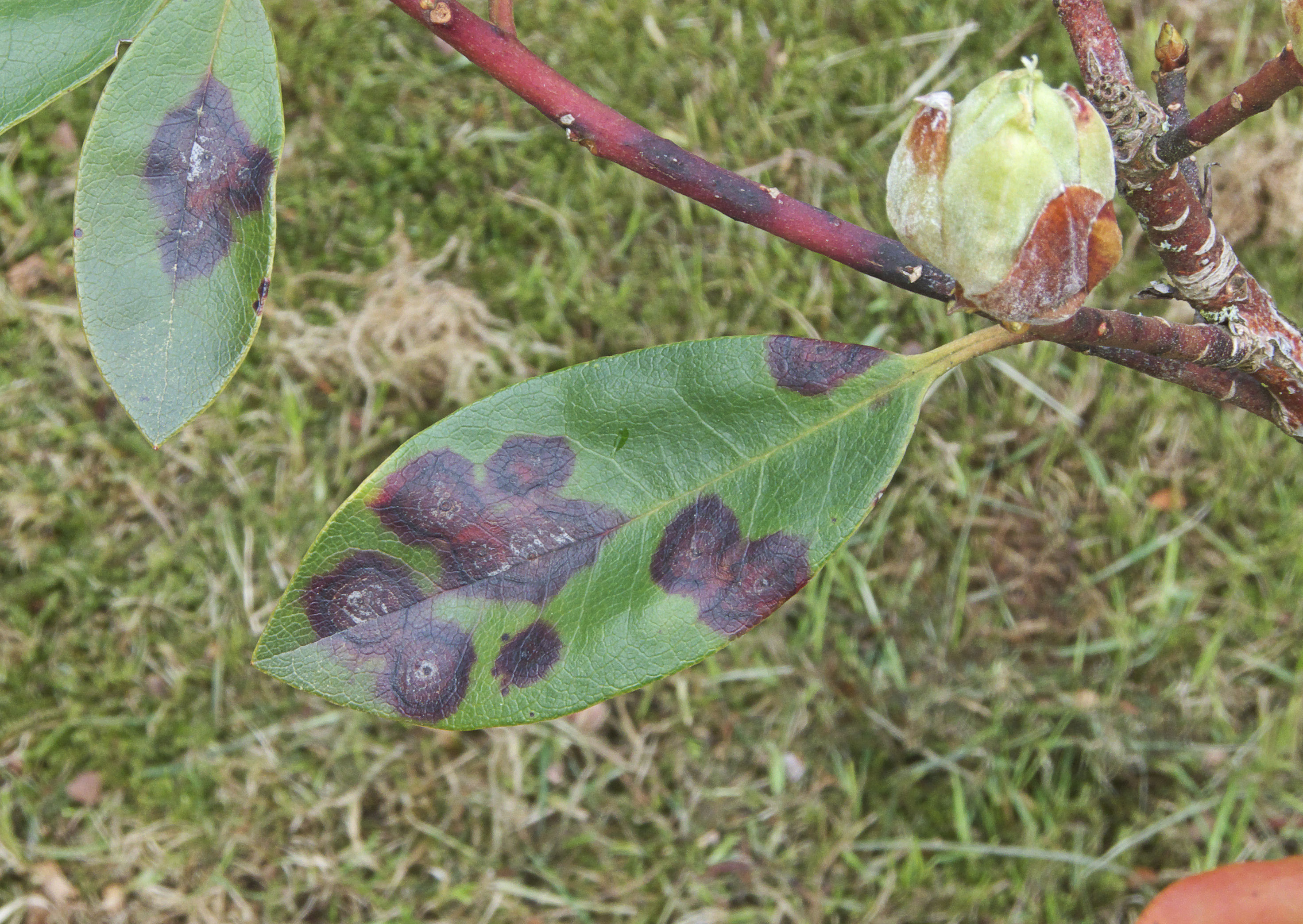
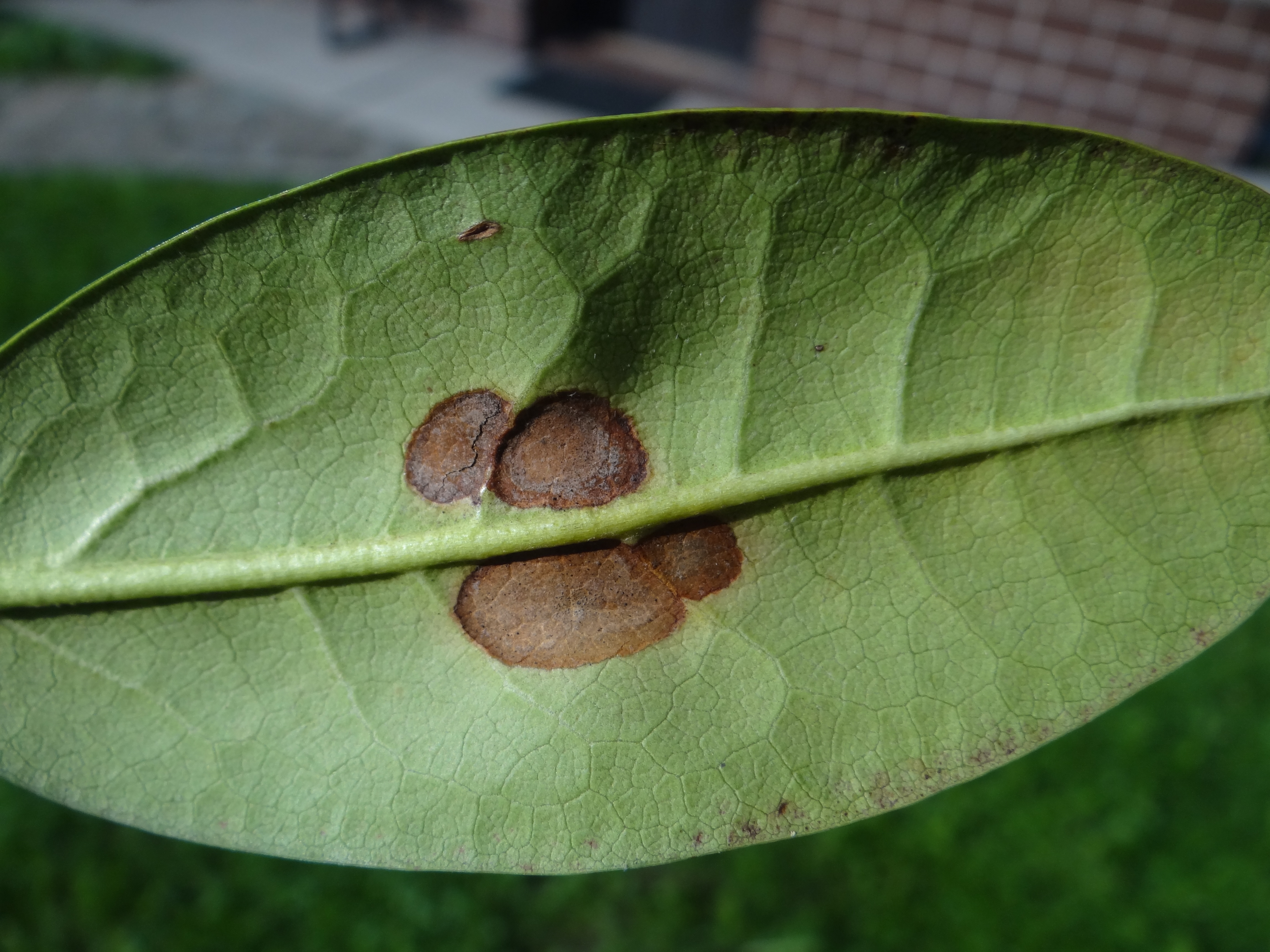
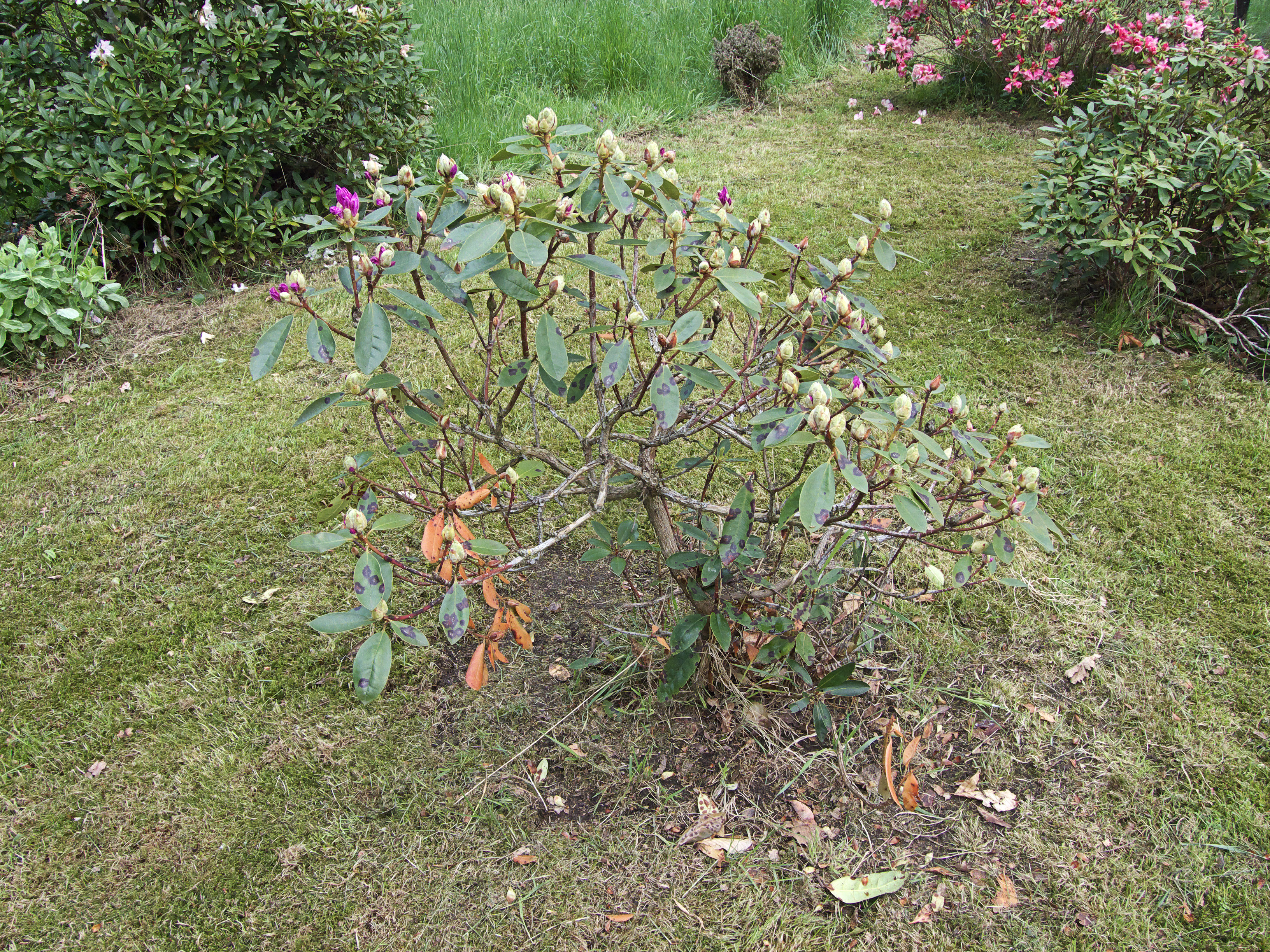

## Gatunki podobne
Różaneczniki poraża również inny patogen – Sphaerulina azaleae, również powodujący plamistość liści różanecznika. Blisko spokrewnione z Chuppomyces handelii są gatunki Ruptoseptoria unedonis i Pachyramichloridium pini, odróżniają się jednak morfologicznie. 